# كاظم نديم
بداية كاظم نديم رسميا كانت من المسرح قبل الموسيقى رغم انهما كانا في نفس العام 1944 الا ان التمثيل سبق .
بالإضافة الى المسرحيات التي ذكرت  شارك بالتمثيل والإخراج في عدة اعمال مسرحية وعلى سبيل المثال مسرحية ولد الهدى ، ومسرحية نكبة البرامكة ، ومسرحية خالد بن الوليد وغيرها .
واخرج للإذاعة في بداية تأسيسها مسلسل قصة وآية ، ومسلسل أيام العرب 
- اسس فرقة مسرحية للتمثيل هو وبعض رفاقه في نادي الإتحاد منذ تأسيسه عام 1944 .
وعندما شعر ان النادي اولى اهتمام اكبر بالنشاط الرياضي واهمل النشاط المسرحي اضطر هو وبعض اعضاء الفرقة المسرحية بالخروج من نطاق النادي وتشكيل فرقة جديدة تحت اسم فرقة الإخاء المسرحي  عام 1950 .. وكانت اول اعمالها مسرحية نكبة البرامكة تحت مظلة رابطة المعلمين وكانت من اخراج كاظم نديم الذي مثل فيها دور قلب الاسد جعفر البرمكي 
- قي عام 1951 دعا لتأسيس فرقة جديدة تحت اسم الفرقة القومية للتمثيل والموسيقى وكان من اعضائها الأساتذة عمورة الباروني ومحمد قنيدي وحسني الطويبي  وادريس الشغيوي وشعبان القبلاوي وقدمت العديد من المسرحيات التاريخية والإجتماعية .. وانظم اليها فيما بعد سعيد السراج ومصطفى الأمير ومحمد شرف الدين والبهلول الدهماني ومختار الأسود وغيرهم . 
- في عام 1957 تم تشكيل لجنة برئاسة الاستاذ فؤاد الكعبازي لتأسيس الإذاعة الليبية وعضوية كل من / كاظم نديم - علي مصطفى المصراتي / عبدالقادر ابوهروس / محمد بن صوفيا -- كلا اسندت له مهمة في مجال اختصاصه - وقد تولى الأستاذ كاظم نديم بن موسى رئاسة قسم الموسيقى وتكوينه واستمر برئاسة القسم لمدة اربع سنوات متواصلة ثم تولى رئاسة قسم التمتيل بالإذاعة واستمر لمدة ثمان سنوات الى ان انتقل للمعهد الوطني للموسيقى والتمثيل الذي سمي فيما بعد بمعهد جمال الدين الميلادي للموسيقى والمسرح وتولى رئاسته .
- وتولى عام 1969 ادارة المعهد الوطني للموسيقى والتمثيل . 
- اعد وقدم عدة برامج بالإذاعة وعلى سبيل المثال بالإضافة الى برنامج ركن الهواة الذي تم ذكره ، برنامج ايام زمان وبرنامج تراث وفنون وبرنامج منوعات وبرنامج قصة اغنية . 
- قام بالتدريس لمادة التذوق الموسيقي ، والتراث الموسيقي ، وأصول وقواعد التلحين في معهد جمال الدين الميلادي للم وسيقى والمسرح وكذلك في كلية الفنون
كاظم نديم (1925-2007) المعروف باسم أنور الطرابلسي مطرب، وملحن، وممثل مسرحي ليبي.

## النشأة والولادة
ولد بمدينة طرابلس سنة 1925 بدأ حياته معلم في المدرسة الإسلامية العُليا، وأصبح مدرس سنة 1944 كأول المدرسين في وقته.

## مسيرته الفنية
تعلق بالفن في صغره وذلك عندما أخذه «أحمد قنابة» صديق والده إلى ركن الأطفال، ولم يترك الركن حتى تولى رئاسته بالإذاعة الليبية. وبحكم عمله بالتدريس استطاع أن يجمع، سنويًا، حوالي 200 صوت من مدارس نختلفة في طرابلس للمشاركة في إنشاد حفل نهاية العام الدراسي، ثم كُلف برئاسة النشاط المدرسي على مستوى ليبيا، وأخذ يتنقل بين مدارس المدن الليبية، واستطاع خلال ذلك من انتقاء العديد من الأصوات الجيدة. انتقل رسميا إلى الإذاعة سنة 1957، وكان أول العناصر التي أسست الإذاعة المحلية وأسس قسم ترأسه وهو قسم الموسيقى. 

### التلحين
عندما كان رئيس قسم الموسيقى بالإذاعة، قام بتلحين القصائد العربية، وأول قصيدة كانت لأبي القاسم الشابيّ بعنوان «صلوات في هيكل الحب» ثم لحن لرفيق المهدوي «مصالحة بين حيبين» ولحن قصيدة نزار قباني «لا تحبيني»، ولحن أيضا «المستحيل» لعبد الوهاب البياتي وغيرها العديد، وواجه مشكلة عند تلحين القصائد كان لا يوجد من يغنيها حيث كانت الأغاني الشعبية وباللهجة الدارجة، وبما أنه أستاذ لغة عربية ودين ويُدرّس في القرآن في المسجد وأبوه عميد الكلية الدينية ووقتها كان الغناء عيب فغى بالإذاعة المسموعة باسم مستعار وهو «أنور الطرابلسي»، الذي كان يغني ألحان كاظم نديم. وبعدها أعطى ألحانه لخالد سعيد ومحمود كريّم وغيرهم. كما لحن لعدة فنانين عرب وليبين منهم «نورة أمين» الفنانة التونسية، وهاني شاكر، وسوزان عطية، وأصالة، وصابر الرباعي، ومن الفنانين الليبين، الفنان سلام قدري في العام 1952م أغنية «حبيت ما أقدرتش أنبين حبي خائف لتهجرني تحطم قلبي». كما لحن أغنية للفنان الراحل خالد سعيد في بداية مشواره مع الموسيقى والنغم كانت أغنية (بيناتكم ياساكنين الحارة)، ولحن أيضا للفنان عبد الله المشاي، والفنان علي القبرون الذي برز كمطرب من خلال البرنامج الإذاعي (ركن الهواة) حيث قدمه الفنان كاظم نديم. والفنان أحمد كامل في سنة 1958 انضم إلى برنامج ركن الهواة الذي كان يعده ويقدمه الفنان كاظم نديم، وخلال هذا البرنامج استطاع أن يقدم نفسه كفنان له رغبة وهواية بأن يصبح مطربا وعندما وجد فيه الفنان كاظم نديم تلك الموهبة والاستعداد وقف إلى جانبه وشجعه وانطلق من ركن الهواة كفنان موهوب. كما لحن للفنان «خالد الزواوي» أغنية القدس الذي شارك بها في مهرجان وحصل على الترتيب التاني من بين 80 مطرب ومطربة، غير أن الإعلام لم يعطه حقه ولم يكتبوا عنه كثيرا، وغيره الكثير منهم الجيل الجديد الشاب جيلاني.

### المسرح
بعد تلحين القصائد اتجه إلى تلحين الأغاني الشعبية، ثم انتقل للثمثيل في المسرح، حيث مثّل عدة مسرحيات منها «طارق بن زياد» سنة 1947م، و«الفرسان الثلاثة» ومسرحية «قاتل أخيه»، و«جناب المفتش»، ودرس الإخراج المسرحي والتلفزيوني بروما، وبعد عودته أسس المسرح الوطني الذي أصبح مديرا له، وقام بتأسيس فرقة للثمثيل، تخرج منها شعبان القبلاوي، ولطفي بن موسى. 

## الوفاة
توفي 27 يونيو 2007 بعد أزمة صحية ألمت به عن عمر يناهز 82 عاما.

## وصلات داخلية
- ليبيا
- بنغازي